# Ahmad Abdel-Halim
Ahmad Abdel-Halim (en árabe: أحمد عبد الحليم عبد السلام الزغير‎; Amán, Jordania; 14 de septiembre de 1986) es un futbolista de Jordania que juega en las posiciones de lateral izquierdo y extremo con el Sahab SC de la Liga Premier de Jordania.

## Carrera

### Club
| Periodo   | Club                         |
| --------- | ---------------------------- |
| 2005–2013 | Al-Wehdat SC                 |
| 2013      | → Shabab Al-Khaleel (cedido) |
| 2013–2014 | Al-Sareeh SC                 |
| 2014–2016 | That Ras Club                |
| 2016–2017 | Sahab SC                     |
| 2017      | Al-Wehdat SC                 |
| 2017–2018 | Al-Baqa'a Club               |
| 2018      | Al-Ramtha SC                 |
| 2018–2020 | Al-Nasr Salalah              |
| 2020–2021 | Al Jazira Ammán              |
| 2021-     | Sahab SC                     |

### Selección nacional
Jugó para Jordania en 26 ocasiones de 2008 a 2016 y anotó un gol en una victoria por 4-1 ante Irak en Amán en un partido amistoso el 16 de septiembre de 2010. Participó en los Juegos Asiáticos de 2006, el Campeonato de la WAFF 2010 y la Copa Asiática 2011.

## Logros
- Liga Premier de Jordania (4): 2006–2007, 2007–2008, 2008–2009, 2010–2011
- Copa de Jordania (4): 2008–2009, 2009–2010, 2010–2011
- Copa FA Shield de Jordania (3): 2008, 2010, 2017
- Supercopa de Jordania (5): 2005, 2008, 2009, 2010, 2011